# Uri-I-Talsperre
Die Uri-I-Talsperre befindet sich am Fluss Jhelam im indischen Unionsterritorium Jammu und Kashmir.
Die Talsperre wurde 1997 fertiggestellt und dient der Stromerzeugung.
Sie befindet sich im Pir Panjal im Durchbruchstal des Jhelam. Die Stadt Baramulla liegt 16 km östlich, die Kleinstadt Uri 14 km westsüdwestlich der Talsperre.
Das Absperrbauwerk ist eine 93,5 m lange Gewichtsstaumauer mit einer Gründungshöhe von 30 m.
Die Staumauer besitzt neun Schütze, welche für eine Hochwasserentlastung von 2264 m³/s ausgelegt sind.
Die Talsperre staut den Fluss zu einem 13 ha großen Stausee auf. Aufgrund der geringen effektiven Speicherkapazität von 309.000 m³ fungiert das Kraftwerk als Laufwasserkraftwerk.
Links der Talsperre wird ein Teil des Flusswassers über einen 10,64 km langen Zulauftunnel (head race tunnel) zum Kavernenkraftwerk (⊙) geleitet. Ein 2 km langer Ablauftunnel (tail race tunnel) führt das Wasser unweit von Uri (⊙) wieder dem Fluss zu.
Das Kraftwerk besitzt vier Turbinen zu je 120 MW. Die Fallhöhe beträgt 252 m. Die durchschnittliche Jahresleistung liegt bei 2587 Millionen kWh.
Flussaufwärts von der Uri-I-Talsperre befindet sich die Lower-Jhelum-Staustufe, flussabwärts die Uri-II-Talsperre.